# Анаглиф
Ана́глиф (от греч. ἀνάγλυϕος «рельефный») — метод сепарации изображений чёрно-белой стереопары при помощи цветового кодирования. Разные части стереопары, предназначенные для левого и правого глаза, проецируются или печатаются на одну и ту же поверхность, но окрашиваются в разные цвета, дополнительные друг к другу. Чаще всего используются красный и бирюзовый цвета. В красном изображении анаглифической стереопары содержится картина для левого глаза, а в бирюзовом (сине-зелёном) — для правого. При рассматривании такой стереопары через специальные анаглифи́ческие очки со светофильтрами тех же цветов наблюдается объёмное монохромное изображение, поскольку каждый глаз видит только свою часть стереопары.
Основным недостатком метода анаглифов является его непригодность для сепарации цветных изображений. Формируемое объёмное изображение благодаря эффекту бинокулярного смешения цветов воспринимается однотонным или ахроматическим.
Адаптация наблюдателя к специфическим условиям восприятия происходит достаточно быстро. Однако после не столь долгого (около 15 мин) пребывания в анаглифических очках у наблюдателя на продолжительное (порядка получаса) время снижается цветовая чувствительность и возникает ощущение дискомфорта от восприятия обычного мира.

## Создание анаглифов
В большинстве ранних анаглифических технологий обе части стереопары было принято размещать на общем носителе: двухслойной киноплёнке дипо-фильм или печатном типографском листе. Эмульсии с разных сторон киноплёнки вирировались в соответствующие цвета, обеспечивая сепарацию с помощью очков. В середине 1940-х годов Джон Бэрд разработал двухцветный кинескоп, также пригодный для анаглифического отображения объёмного телевизионного изображения. 
Несмотря на препятствия отображения цветных стереопар, существуют способы анаглифического кодирования, допускающие наличие цвета, преимущественно с использованием компьютерных программ. При этом за основу можно брать как монохромную, так и цветную стереопару. С 1970-х годов Стивен Гибсон предложил свою патентованную систему «Дип вижн» (англ. Deep Vision), использующую вместо зелёных бирюзовые фильтры. Это позволяет достичь более натуральных цветов, покрывающих почти весь видимый спектр. Сильнее всего искажается красный цвет, который выглядит почти чёрным, меньше всего — зелёный. Очки «Дип вижн» имеют красный светофильтр справа и бирюзовый - слева, или red/cyan. Чтобы обойти патент Гибсона, некоторые компании выпускают красно-бирюзовые очки со светофильтрами, расположенными в обратном порядке.
Основные средства для создания анаглифов есть в популярном профессиональном программном обеспечении, например в Adobe Photoshop, StereoPhoto Maker, Blender. Инструкций по созданию анаглифов в официальных руководствах пользователя не приводится, но их можно найти на различных сайтах, предлагающих бесплатные инструкции для графических редакторов. Однако в большинстве таких инструкций умалчивается, что в результате попытки сделать анаглиф из одного кадра будет получен «псевдоанаглиф» без стереоэффекта, так как у получаемой стереопары отсутствует параллакс. Суть заключена в том, что цвет для каждого глаза ставится в RGB и если очки red/cyan, то розовая картинка раздвоится на два глаза, так как в RGB розовый — это red+blue, а cyan=blue+green. Также существуют простые дешёвые программы для создания анаглифов. Например, бесплатный StereoPhoto Maker может создавать качественный анаглиф (и не только анаглиф) для любых типов очков автоматически. В настоящее время при использовании простых подходов из изображения для левого глаза отфильтровываются синий и зелёный цвета.

## Применение в телевидении
В 1975—1978 годах ленинградский телецентр проводил опытные трансляции цветного стереоизображения с использованием анаглифического метода. Эксперименты проводились совместно с кафедрой телевидения ЛЭИС.

## Применение в науке
Анаглифические изображения применяются для изображения моделей химических молекул: белков, РНК и пр.